# 欧雅克 (加尔省)
欧雅克（法語：Aujac，法語發音：[oʒak]）是法国加尔省的一个市镇，属于阿莱斯区。

## 地理
欧雅克（44°20'58"N, 4°0'51"E）面积16.47 平方千米，位于法国奧克西塔尼大區加尔省，该省份为法国南部沿海省份，南端濒地中海，北起顺时针与阿尔代什省、沃克吕兹省、罗讷河口省、埃罗省、阿韦龙省和洛泽尔省接壤。
与欧雅克接壤的市镇（或旧市镇、城区）包括：马尔博斯克、博讷沃、孔库勒、蓬泰尔和布雷西、塞内沙斯。

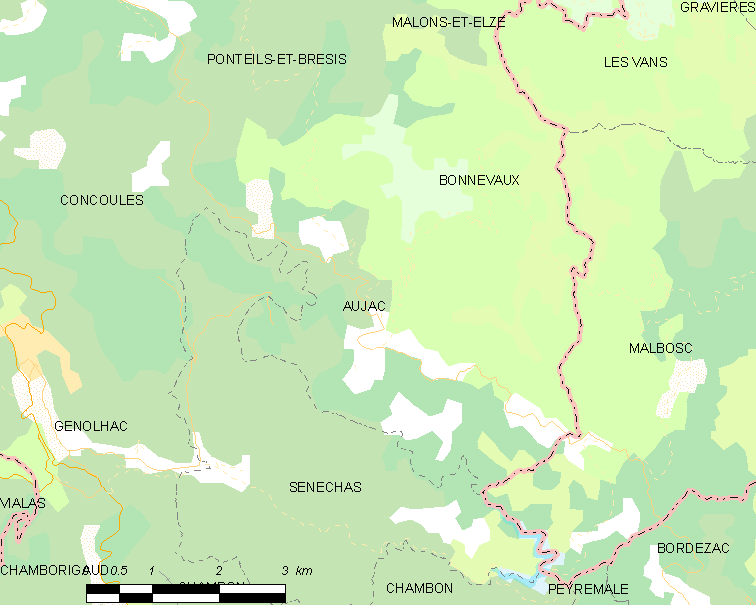
的OSM定位图

欧雅克的时区为UTC+01:00、UTC+02:00（夏令时）。

## 行政
欧雅克的邮政编码为30450，INSEE市镇编码为30022。

## 政治
欧雅克所属的省级选区为拉格朗孔布县。

## 人口

1962-2008年间人口变化图示

欧雅克于2022年1月1日时的人口数量为157人。